# Valérie Bovard
Pour les articles homonymes, voir Bovard.
 (juillet 2025).
Motif : Insuffisamment de sources secondaires démontrant le notoriété requise pour un article Cf WP:CAA et WP:NPER
- Archive Wikiwix
- Bing
- Cairn
- DuckDuckGo
- E. Universalis
- Gallica
- Google
- G. Books
- G. News
- G. Scholar
- Persée
- Qwant
- (zh) Baidu
- (ru) Yandex
- (wd) trouver des œuvres sur Wikidata

| 1. | Préciser le motif de la pose du bandeau. | Précisez le motif de la pose du bandeau en utilisant la syntaxe suivante : {{admissibilité à vérifier\|date=août 2025\|motif=remplacez ce texte par le motif}}                      |
| 2. | Informer les utilisateurs concernés.     | Pensez à avertir le créateur de l'article, par exemple, en insérant le code ci-dessous sur sa page de discussion : {{subst:avertissement admissibilité à vérifier\|Valérie Bovard}} |

Valérie Bovard est Miss Suisse 1992 et une animatrice de télévision suisse.

## Biographie
Valérie Bovard est originaire de La Tour-de-Peilz.
Elle est élue Miss Suisse 1992 à l'âge de 21 ans. Elle concourt également à Miss Univers 1993 à Mexico.
Elle est présentatrice de la météo et speakerine à la Télévision suisse romande.